# 新宿駅のバス乗り場
新宿駅のバス乗り場（しんじゅくえきのバスのりば）では、新宿駅西口・東口・南口・新南口ならびに駅周辺の路線バス・高速バスの乗り場について述べる。
なお、以下のバスターミナルについてはそれぞれの単独記事を参照のこと。
- バスタ新宿（新南口、2016年4月4日営業開始）
- 新宿高速バスターミナル（西口、2016年5月8日取扱終了）
- 東急歌舞伎町タワー（東口、2023年4月14日営業開始）

## 概要

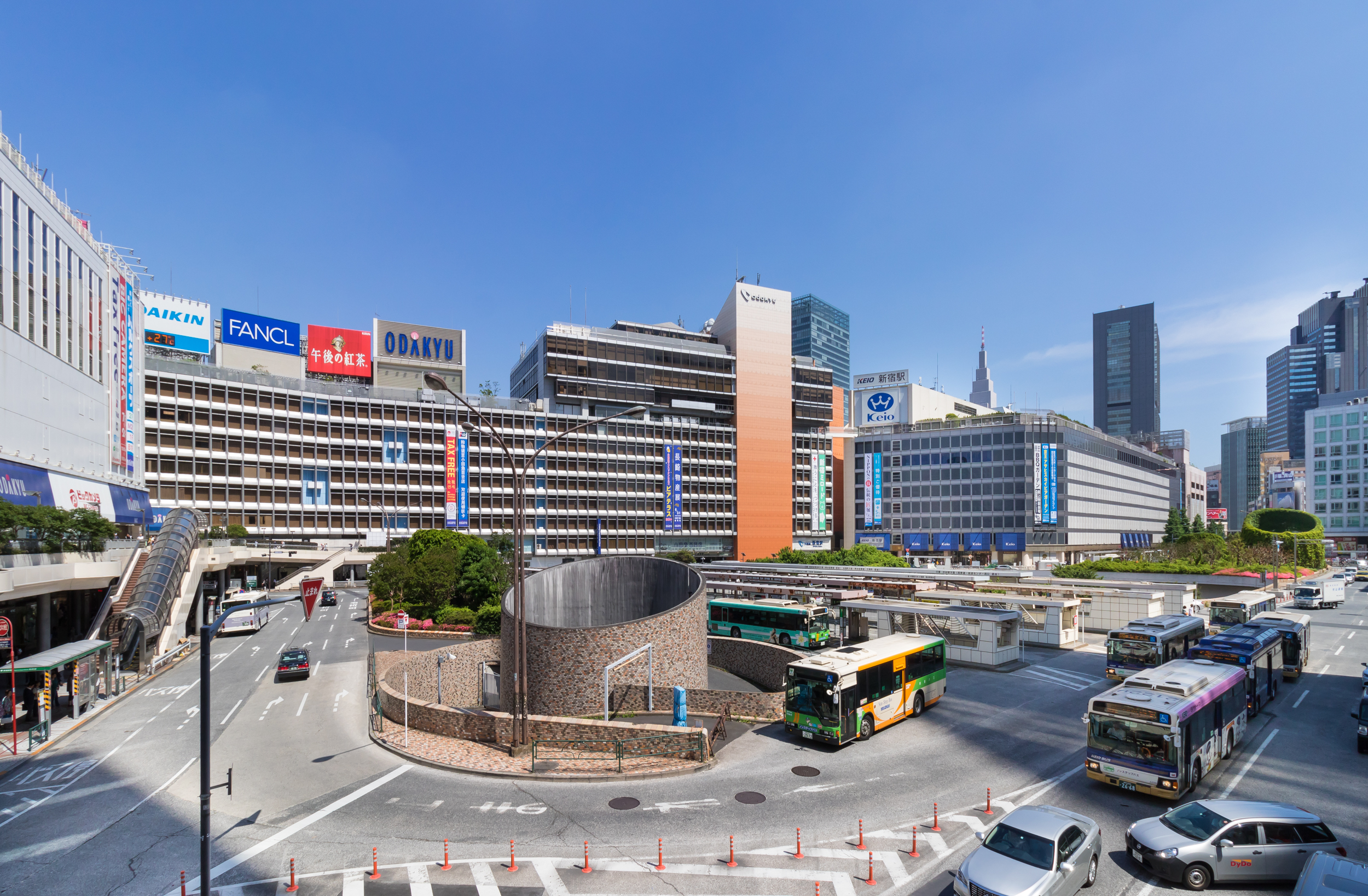
新宿駅西口バスターミナル（2018年10月）

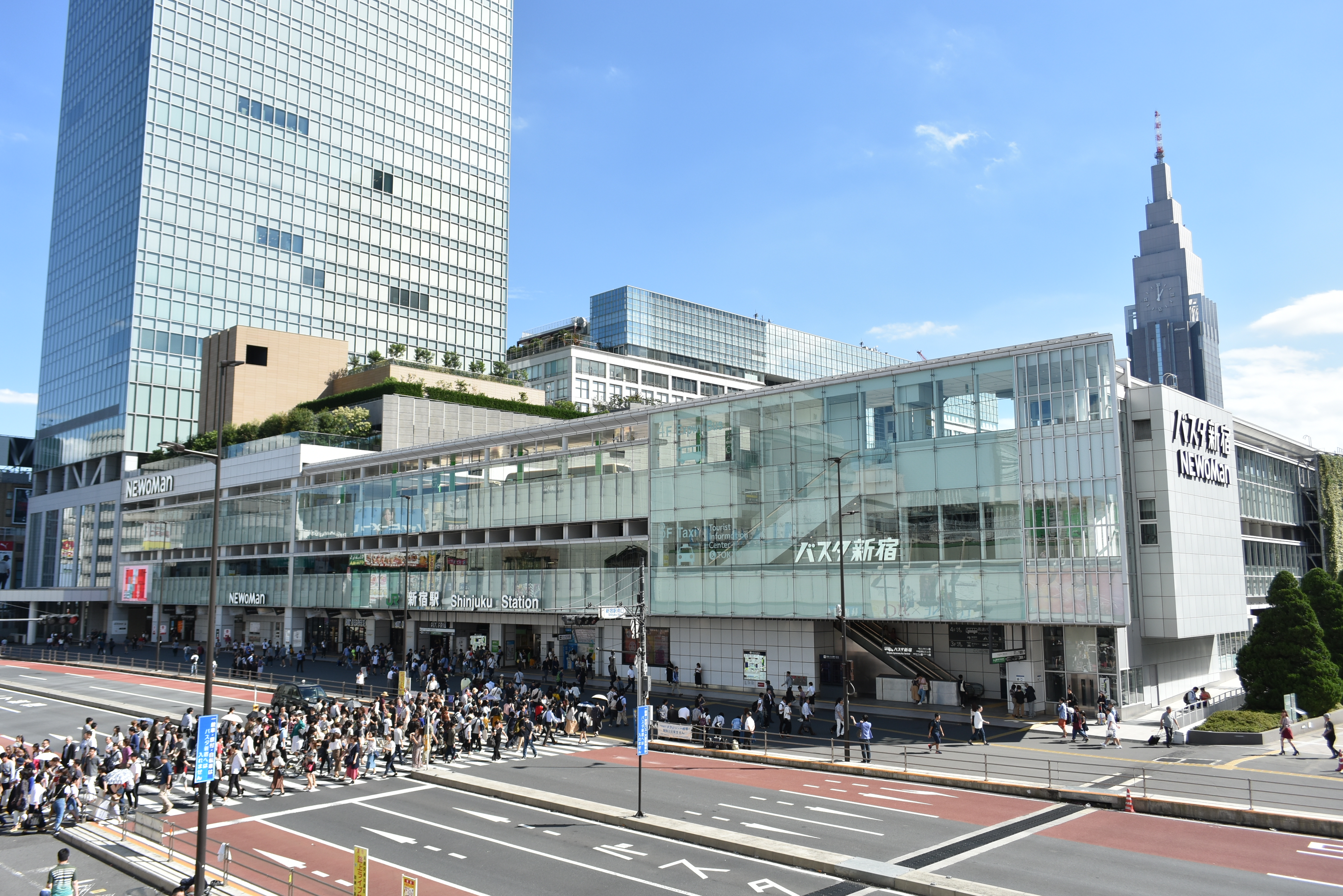
バスタ新宿（2018年10月7日撮影）

東京都新宿区と渋谷区にまたがる新宿駅周辺には多くの一般路線バスや高速バスが発着する。ただし、新宿エリアには各方面に成熟した鉄道網が形成されているため、一般路線バスについては系統数・利用者数共都内の主要駅の中で必ずしも上位にある訳ではない。
新宿エリアは東京における高速バスのターミナルの一つとなっているが、乗降場所は運行会社・路線ごとに西口を中心に19か所に分散していた。この状況を解消するため、新宿駅南口地区に交通ターミナルである「バスタ新宿」が建設され、2016年4月4日以降は原則としてバスタ新宿内の新宿高速バスターミナル（以下、バスタ新宿）での発着に統一された。ただし、一部の路線や便では従来の乗降場を使用している。
2023年4月14日には、東口地区に建設された東急歌舞伎町タワーのバスターミナルと羽田空港・成田空港を結ぶ高速バス路線が新規に開設された。
なお、新宿駅西口地区開発計画の工事に伴い、一部の乗り場が変更となっている場合がある。

### 乗り場の分布
一般路線バスをはじめとして、新宿駅周辺の停留所の多くは西口に集中している。「新宿駅西口」のバス停には1番から36番までの通番（欠番あり）が与えられており、以下のように分布している。
1 - 17番
ロータリー内に設けられた4本のバス停車用ホーム。1 - 3・8 - 10番を都営バス、7番を西武バス、12・14・15番を関東バス、16・17番を京王グループが使用する。
それぞれのホームは新宿駅西口地下広場11 - 18番出口に直結しているが、地上でそれらを結ぶ横断歩道は1本のみで、平面横断は難しい。
20 - 23番
京王百貨店西側。20・21番を京王グループ、22番を都営バス、23番を東京空港交通が使用する。
24番
MY新宿第2ビル東側。東京空港交通が使用する。
26・27番
明治安田生命新宿ビル東側。26番を京王グループ・関東バス、27番を関東バス・小田急バスが使用する。
28番
永和ビル北側。京王グループ・都営バスが使用する。
35・36番
小田急ハルク南側。35番を小田急グループ、36番を都営バスが使用する。
駅の東側へ運行する路線であっても西口を起点としており、東口側では「新宿駅東口」や「歌舞伎町」（タイトーステーション付近、「西武新宿駅#バス路線」参照）などの停留所に停車する。この他、南口から少し離れた明治通り（東京都道305号）上に「新宿四丁目」停留所がある（「新宿三丁目駅#バス路線」を参照）。

## 一般路線バス
東京で最初に走ったバス路線は、1913年に開通した京王の新宿 - 笹塚間である。新宿駅周辺を最初に走ったバスもこれという事になるが、この路線は京王線の鉄道未開通区間を暫定的に連絡する目的のものであったため、1915年の当該区間の鉄道開通との入れ替わりで廃止となった。
バスが本格的に普及し始めるのは関東大震災前後から昭和の始め頃にかけてであり、新宿駅周辺ではこの頃に東京乗合自動車（通称青バス、後に市営に統合）が青梅街道・新宿通り方面へ、東京市が新宿通り方面へ、万歳自動車（甲州街道乗合自動車に改称された後に京王電気軌道が買収）が甲州街道方面へ、関東乗合自動車が小滝橋通り方面へとそれぞれバスを走らせていった。
戦後はこれらをベースとする都営・京王・関東バスの他、相互乗り入れの形で小田急・西武バスが新宿駅への乗り入れを開始した。また、一時期は東急も同様に3路線を乗り入れていたが、昭和50年代半ばまでに撤退している。
以下、特記なきのりば番号は西口バスターミナル内のホーム番号である。

### 東京都交通局（都営バス）
東京都交通局の都営バスの路線は、上記の通り旧東京市営バスに青バス路線と京王電気軌道の山手線以内の路線（牛込方面）を承継したのが基礎となっているが、戦後になって郊外に向けて大幅に路線延長を行った。また、1970年代初頭からは新宿駅（東口）へ乗り入れていた都電の代替路線も加わった。
現在の行先は様々で、短距離では都庁循環・早稲田・東京女子医大、長距離では王子駅・新代田駅（かつては大森駅まで）・練馬車庫（桜台）・品川駅などがある。
新宿駅への乗り入れ路線は、都営地下鉄大江戸線（旧：12号線）の開通に際して行われたバス路線の再編によって大幅に縮小された。1997年12月19日の練馬からの延伸に合わせて宿62が新江古田駅までに短縮、そして2000年12月12日の環状部全通時に田70と秋76が廃止されると共に都03の四谷駅までの短縮により姿を消した他、これまで同駅発着だった四97が品97に改称されて新宿駅まで乗り入れる様になった。
停留所名はいずれも「新宿駅西口」である。
| のりば   | 系統・行先                                        | 備考                                                   |
| -------- | ------------------------------------------------- | ------------------------------------------------------ |
| （地下） | C・H01：都庁循環                                  | 平日のみ運行                                           |
| 1        | 品97：品川駅高輪口                                | 「新宿駅東口」にも停車（休日は経由しない）             |
| 2        | 早77：早稲田                                      | 早稲田行は「新宿駅東口」にも停車（休日は18時以降のみ） |
| 3        | 白61：練馬車庫前・練馬駅                          |                                                        |
| 8        | 王78：王子駅前                                    |                                                        |
| 9        | 宿91：新代田駅前・堀ノ内                          |                                                        |
| 10       | 宿91：杉並車庫前                                  | 出入庫便                                               |
| 36       | 宿74：東京女子医大前 宿75：東京女子医大前・三宅坂 |                                                        |

### 西武バス
西武バスは新宿駅を発着する路線・回数が少なく、現在は1路線が7番のりばを発着するのみである。都営が宿62を新江古田駅まで短縮（後に廃止）した現在、山手通りを東中野方面に向かう唯一の路線である。
- 宿20：西武百貨店前（池袋駅東口）行（平日朝のみ運行）

### 関東バス
関東バスは小滝橋通りを大久保方面に運行し、大久保通りを中野方面、早稲田通りを中野、下落合・戸山方面の3方向に分かれる。
停留所名は、長らく他社局が「新宿駅西口」としているのに対して関東バスは「新宿西口」を名乗っていたが、2011年11月15日から他社局と同様に「新宿駅西口」に改称された。2016年1月25日から新宿中央通り上の三菱UFJ銀行前に「新宿西口」バス停（70番のりば）を新設し、新規に運行開始した宿01-1系統（小滝橋 → 新宿西口）が降車に使用している。
| のりば | 系統・行先                                           | 備考                               |
| ------ | ---------------------------------------------------- | ---------------------------------- |
| 12     | 宿08：中野駅                                         |                                    |
| 14     | - 宿01：小滝橋 - 宿01-1：新宿西口 - 宿02：丸山営業所 | 「宿01」「宿01-1」は平日朝のみ運行 |
| 15     | 宿05：野方駅                                         |                                    |

### 京王バス
京王系の京王バスの沿革は、前述の甲州街道自動車を源流とする京王電気軌道系のバスと東京横浜電鉄系のバスの2系統がある。京王電気軌道系は現在の当駅周辺の路線網の源流である。これに対し、東横系は当駅には乗り入れなかったものの、中野地区や永福町周辺の路線の路線網の源流となっている。
京王バスは、方南通りを経由して杉並方面、水道道路・中野通りを経由して中野方面、参宮橋を経由して渋谷方面に運行するものが主である。近年は新都心における短距離路線にも力を入れており、都営バスに続いてC・H01（都庁循環）系統に参入した他（2024年3月をもって撤退）、100円バスとして、S01（新都心循環）系統を2003年4月に、新宿駅周辺施設循環系統「新宿WEバス」を2009年9月にそれぞれ開設した。
戦前は京王線に並行して甲州街道を運行するものが主だったが、戦後になって事業エリアの変化や新道の開通により、独自性の高い方南通りや水道道路を運行する路線が増えていった。なお、2004年11月30日までは新宿駅を起点に初台周辺まで至る新宿循環も運行されていた。
| のりば | 系統・行先                                                                      | 備考                                                        |
| ------ | ------------------------------------------------------------------------------- | ----------------------------------------------------------- |
| 16     | - 宿32：佼成会聖堂前 - 宿33：永福町 - 宿35：杏林大学杉並病院                    |                                                             |
| 20     | - 宿41：中野車庫 - 宿45：中野駅                                                 | 「宿41」の最終1便は26番・28番のりばも経由                   |
| 21     | 030・050：バスターミナル東京八重洲                                              | 休日のみ運行                                                |
| 26     | - 宿51：渋谷駅 - 宿41：中野車庫                                                 | 「宿41」は最終1便のみ停車                                   |
| 28     | - 新宿WEバス 西ルート【A】：パークハイアット東京前方面（循環） - 宿41：中野車庫 | 「宿41」は最終1便のみ停車（案内上の停留所名は「中央通り」） |

### 小田急バス
小田急バスの新宿駅乗り入れの歴史は浅い。元々は武蔵野市と三鷹市に営業基盤を持っていた同社の前身、武蔵野乗合自動車が戦後に都営・京王との3社相互乗り入れによる武蔵境駅 - 東京駅線を開設して新宿へ足を伸ばしたもので、その後はその一部として残った新宿駅西口 - 吉祥寺駅間（宿44）を単独で運行していたが、2025年6月29日で路線廃止となり、以降は2000年9月から季節限定で休日のみ運行するよみうりランド行きと若林営業所行きのみが乗り入れる。
共に西口の他、角筈二丁目（新線新宿駅真上）にも停車するが、京王線との並行区間が多いため本数は極めて少ない。以前は小田急ハルク前（35番のりば）から発着していたが、駅前広場道路改良工事に伴い、2025年6月21日より26番から発着する。
- 系統なし：笹塚駅・調布経由 よみうりランド行（季節運行）
- 系統なし：若林営業所行（季節運行）

### 東急バス（撤退）

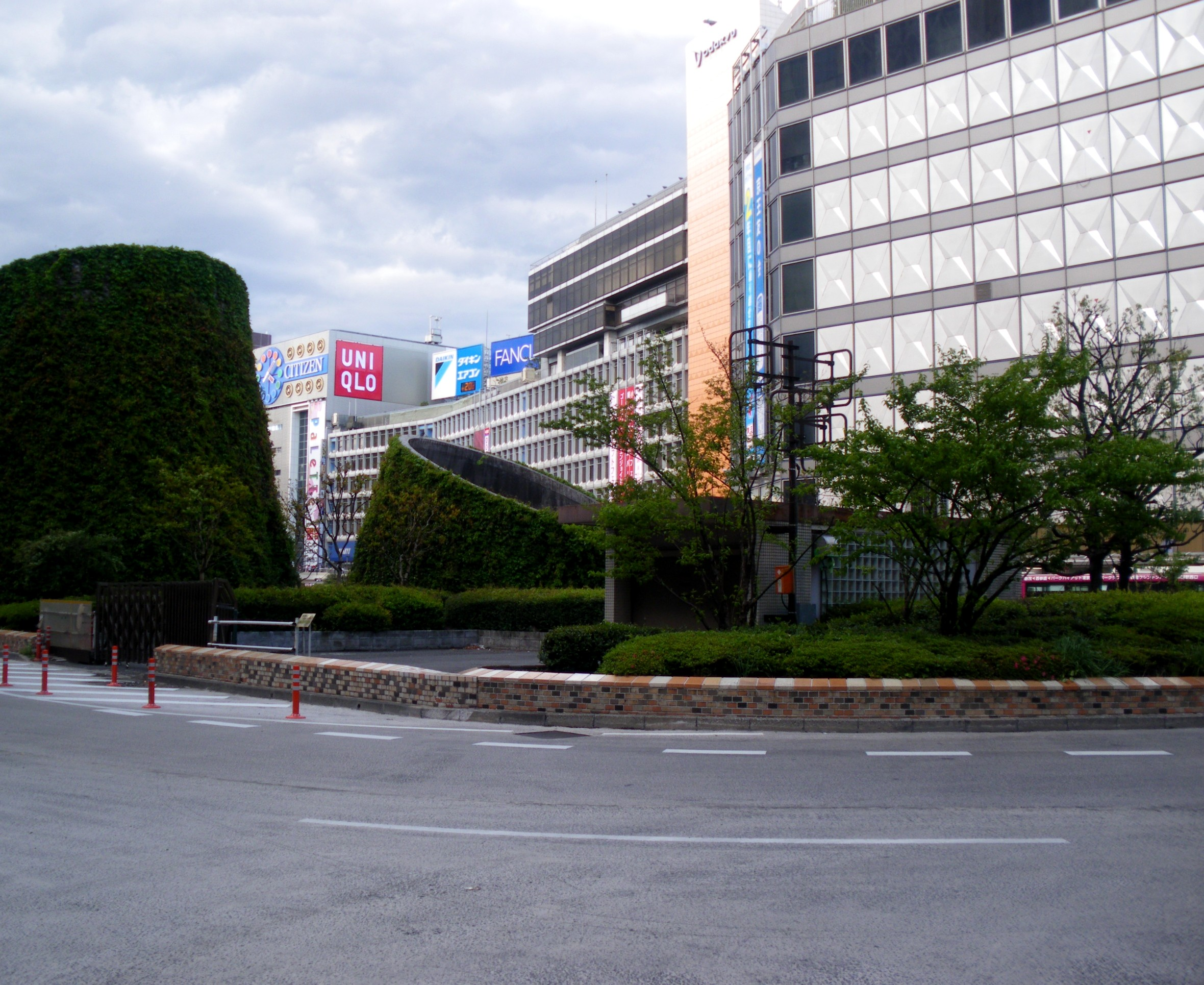
かつて東急バスが発着していたバス停の跡地（2009年）

現在は乗り入れていないが、かつて3路線が乗り入れていた（このうち宿97は東口発着で、西口へは乗り入れていない）。いずれも都営か京王との相互乗り入れによって新宿へ足を伸ばし、昭和50年代半ばまでに廃止・短縮された。宿50系統は、現在閉鎖されている京王百貨店と明治安田生命新宿ビルの間にあったプラットホームに発着していた。
- 宿50：目黒区役所行（1974年1月16日廃止）
- 宿91：大森駅（大森操車所）行（1984年2月16日に森91として短縮、相互乗り入れ解消）
- 宿97：世田谷野沢行（1977年12月16日短縮、相互乗り入れ解消）

### 発着路線の系統番号について
都内を走るバス路線の系統番号は、漢字（原則、一部ひらがな・英文字）+数字の組み合わせから構成され、新宿駅発着路線を示す漢字記号として都営バスを除き「宿」が用いられる。また、数字部分は都営と民営各社で付け方のルールが異なり、以下の様になっている。
都営バスは、都心から見て新宿方面（さらに西側も含む）に向かう路線に70番台を付けるルールがある（一部の特殊系統を除く）。このため、駅乗り入れ系統番号の多くも70番台である。漢字部分を「宿」とせずに着点側を示す漢字を用いることにより、漢字+数字の組み合わせから発着点を把握できる様にしている。なお、新宿から練馬方面と城南地域へ向かう路線には、それらの地域を示す60番台や90番台を用いている。
民営バスは原則として漢字記号に「宿」を使用し、都営との数字部分の重複を避けるため、00 - 50番台の間に収まっている。これは当駅を基準として方面別に以下の様に割り当てられている。
- 宿00番台：小滝橋通り・大久保・中野方面（関東バス）
- 宿10番台：欠番
- 宿20番台：山手通り・東中野駅方面（西武バス）
- 宿30番台：十二社池の下・方南通り・永福町方面（京王）
- 宿40番台：甲州街道・水道道路方面（小田急バス・京王） - 六号通りそのものは通らない
- 宿50番台：副都心（十二社）・参宮橋・渋谷方面（京王）
- 宿60番台：現在欠番（1997年までは宿62が存在していた）
- 宿70番台：東新宿駅・東京女子医大・王子駅方面（都営バス）
- 宿80番台：欠番
- 宿90番台：東高円寺・新代田方面（都営バス）

## 高速バス
前述の通り、高速バス乗り場は原則としてバスタ新宿に集約されたが、以下の一部の路線や便については従来通りの場所での発着を継続している。乗降場の分布をバスタ新宿開業後の存続の有無と東京側の運行会社ごとに区分すると、以下のようになる。
一部の路線が発着する乗降場
- 新宿駅西口バスターミナル - 新宿駅西口。小田急グループ（27番・小田急ハルク前35番）、関東バス（12番・14番・26番・27番）、東京空港交通（23番・24番）、京王グループ（26番・28番）に共同運行会社も含む一部の路線および一部の便に限り発着する。
- 東急歌舞伎町タワー - 新宿駅東口・大江戸線新宿西口駅・西武新宿駅。東急トランセ、東京空港交通の一部の便が発着する。2023年4月14日供用開始。

廃止された乗降場
- 新宿駅JR高速バスターミナル - 代々木駅東口（新宿駅新南口から徒歩8分、乗車券等にも「新宿駅新南口（代々木）」と表記）。JRバスの路線が発着していた。
- 旧・新宿高速バスターミナル - 新宿駅西口。中央高速バスをはじめとする京王グループの路線が発着していた。
- ヒルトン東京 - 大江戸線都庁前駅、丸ノ内線西新宿駅近くのヒルトン東京正面玄関前。日本中央バスの路線が発着していた。
東京空港交通が運行する新宿地区発着の空港連絡バスは引き続き停車。
- WILLERバスターミナル新宿西口 - 大江戸線都庁前駅。ツアーバスからの転換事業者であるWILLER GROUPの路線が発着していた。
- 高速バス西新宿 - 大江戸線都庁前駅。ツアーバスからの転換事業者の路線が発着していた。
- 新宿南側バス駐車場 - 大江戸線新宿駅直上。ツアーバスからの転換事業者などの内、上記の西新宿を使用しない路線・便が発着していた。

### 新宿駅西口バスターミナル
小田急ハイウェイバス

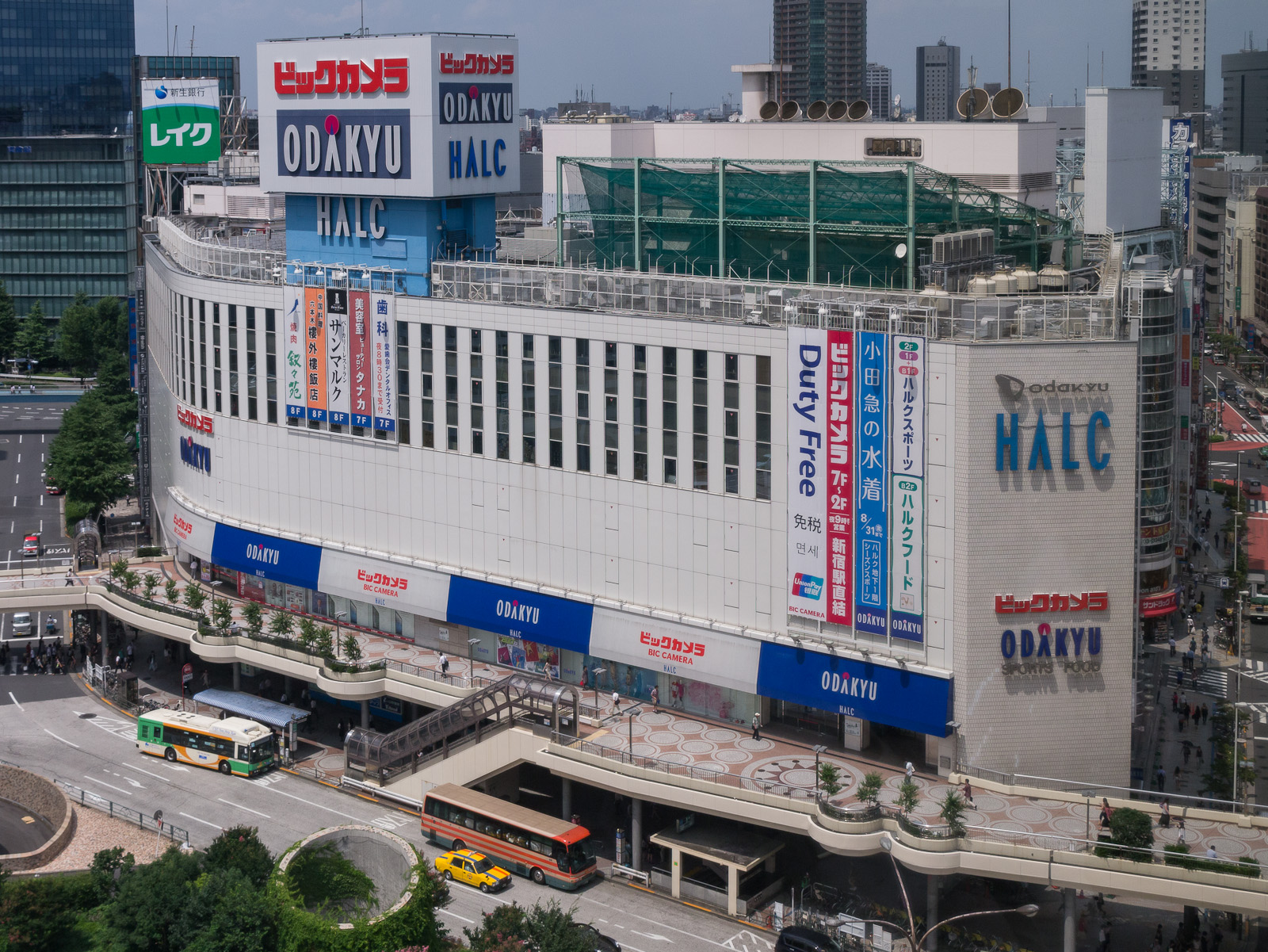
小田急ハルクと35番のりば（2012年8月）

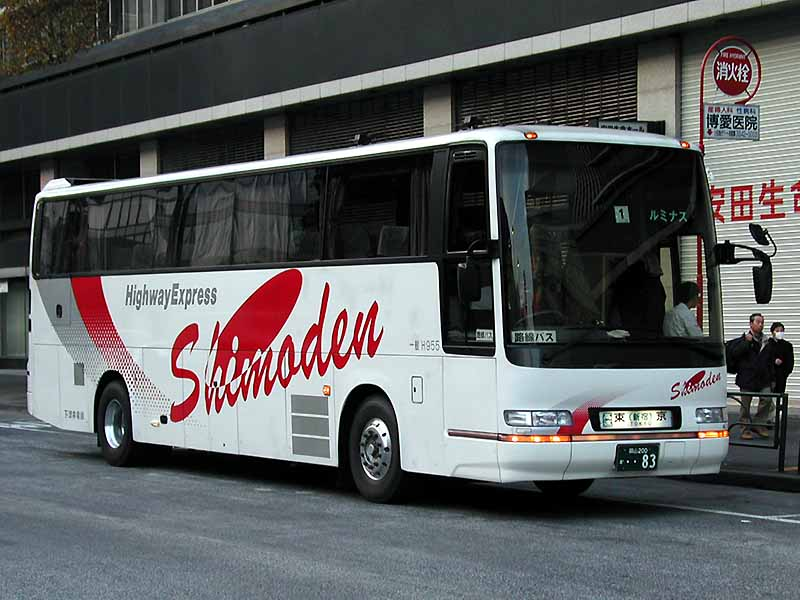
27番のりば（2000年11月27日）

小田急ハイウェイバスが運行する都市間高速バスは、夜行高速路線が一部を除いてハイアットリージェンシー東京前を起点とし、西口の小田急ハルク前35番のりば（駅B17出入口前）に停車する。また、昼行高速路線では新宿 - 三井アウトレットパーク直行便の全便が当のりばに発車する。夜行高速路線の1号車は、当のりば発車後にバスタ新宿を経由する。
到着便については、新宿 - 袖ヶ浦・木更津線（三井アウトレットパーク発直行便の全便と土休日ダイヤの木更津発最終便）および以下に記載のある夜行高速路線（臨時続行便を除く）が降車場として使用している。
- フローラ号：秋田行（小田急ハイウェイバス・秋田中央交通）
- エトワールセト号：福山・三原行（小田急ハイウェイバス・中国バス）
- パピヨン号：岐阜行（小田急ハイウェイバス・岐阜乗合自動車）
- ブルーメッツ号：高知行（小田急ハイウェイバス・とさでん交通）
- しまんとエクスプレス（季節運行）：宿毛行（小田急ハイウェイバス・高知西南交通）
- 新宿 - 袖ヶ浦・木更津線：三井アウトレットパーク行（小田急ハイウェイバス・小湊鉄道）
- 新宿 - 袖ヶ浦・木更津線：袖ヶ浦バスターミナル・木更津駅西口発（小田急ハイウェイバス・小湊鉄道） - 土休日の最終便のみ降車扱い

このほか、ルミナス号のうち3号車以降の便は、後述の27番のりばに停車する。
- ルミナス号：津山・岡山・倉敷・児島行（小田急ハイウェイバス・下津井電鉄） - 3号車以降の便のみ

バスタ新宿開業以前は、小田急シティバスの路線のうちニューブリーズ号がスバルビル（SUBARU旧本社）前の31番のりば（一般路線バスの新宿駅西口中央通り停留所）を使用していたが、現在は同停留所に発着する路線はない。
（旧）小田急箱根高速バスの路線については、各路線の新宿に到着した便が35番のりばを降車場として使用している。
出発便については、バスタ新宿開業後も三島エクスプレスの午後の1便（東海バスオレンジシャトル担当）のみ35番のりばから発車していたが、2017年4月1日よりバスタ新宿に変更となった。バスタ新宿開業以前は同社が運行する各路線の出発便も使用しており、2011年の一時期は箱根湯本駅への直通バスも運行されていた。
関東バス
関東バスの高速バスのうち新宿豊橋エクスプレスほの国号（昼行便）が一般路線が使用する12番のりばに停車している。
- ほの国号（昼行便）：豊川駅・豊橋駅・植田車庫行（関東バス） ※2023年5月19日運行開始

関東バスの高速バスのうち新宿 - 羽後本荘間エクスプレス鳥海号と新宿・東京 - 横手・大曲・田沢湖間レイク&ポート号が一般路線が14番のりばを使用している。かつてはドリームスリーパー東京大阪号も使用していたが、路線変更で奈良まで延伸しバスタ新宿発着に変更になった。
- ドリームスリーパー東京大阪号：南海なんば高速バスターミナル・大阪駅（桜橋口）行（関東バス） ※2022年12月15日まで
- エクスプレス鳥海号：象潟駅前・本荘駅前・羽後交通本荘営業所行（関東バス・羽後交通）
- レイク&ポート号：横手・大曲・田沢湖行（関東バス・羽後交通） ※2023年11月24日運行開始

この他明治安田生命新宿ビル前（26番・27番のりば）にも高速バスのりばがあり、関東バスの路線のうち以下の路線の増便（2号車以降）は従来通り当のりばに発着する。バスタ新宿開業以前はこれらの本便（1号車）も発着していた。
- やまと号：天理・奈良・五條行（関東バス・奈良交通） - 増便（2号車以降）のみ26番のりば発着
- 東京ミッドナイトエクスプレス京都号：京都・枚方行（関東バス） - 増便（2号車以降）のみ26番のりば発着
- マスカット号：津山・岡山・倉敷行（関東バス・両備ホールディングス（両備バス）） - 増便（2号車以降）のみ27番のりば発着
- ほの国号（夜行便）：豊川・豊橋・三河田原行（関東バス・豊鉄バス） - 増便（2号車以降）のみ27番のりば発着

西武バス
西武バスの一般路線（宿20系統）が使用する7番のりばはバスタ新宿開業後も南紀勝浦線が発着していたが、2017年1月16日よりバスタ新宿発着に変更となった。そのため、現在当バス停には高速バスが発着していない。バスタ新宿開業以前は同社が運行する高速路線のうち、新宿に発着する便が乗り入れていた。
東京空港交通

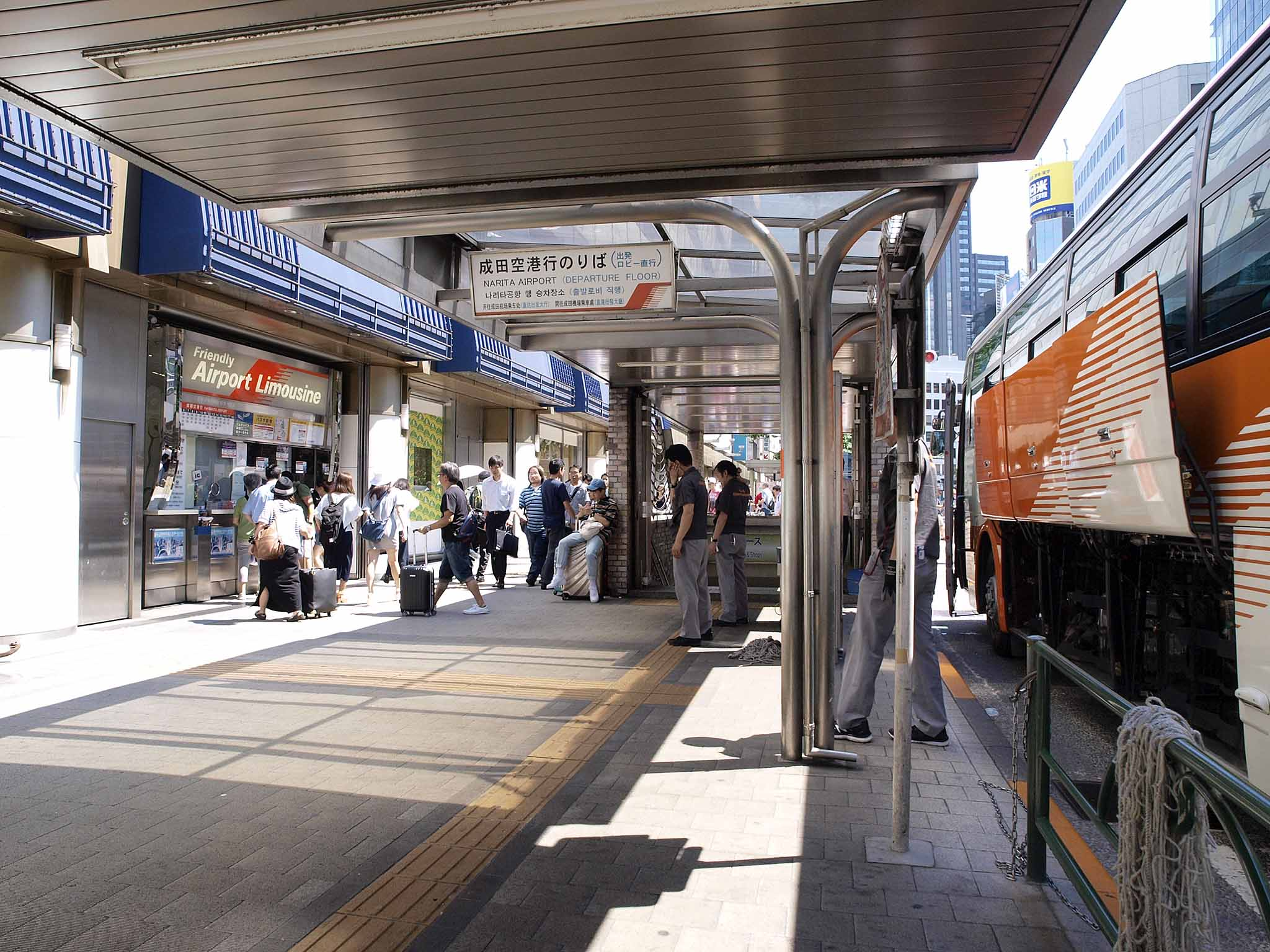
23番のりばとチケットカウンター（2016年7月30日）

東京空港交通の以下の路線が新宿駅西口から出発する。
また、成田空港発・羽田空港発（一部を除く）の到着便の降車場としても使用される。
- 23番のりば（京王百貨店1階中央外側、チケットカウンター併設）
  - 成田空港行 - トワイライト便を除く

当のりば発車後にバスタ新宿を経由する
- 24番のりば（23番のりばの向かい側）
  - 羽田空港行 - 夜間のみ[14]

京王グループ

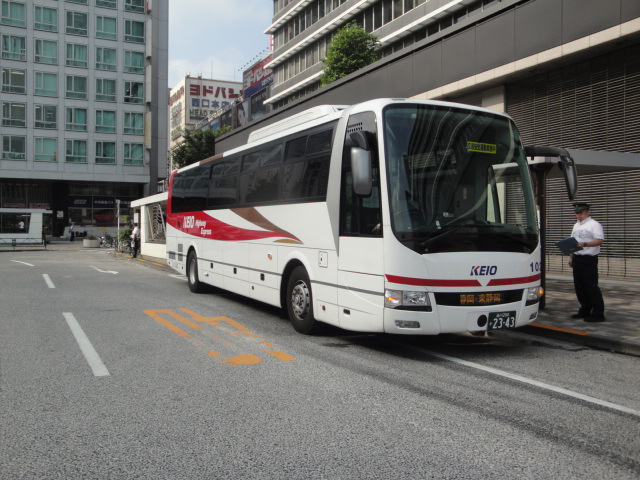
26番のりば（2012年7月29日）

京王グループやその共同運行会社などの路線のうち、季節運行の安曇野・白馬線の扇沢行きとその他の路線の予め指定された臨時便が明治安田生命新宿ビル近くののりばに発着する。出発便は26番、到着便は28番のりばをそれぞれ使用する。
- 季節運行便
  - 中央高速バス 安曇野・白馬線：安曇野スイス村・安曇野穂高・信濃大町駅前・大町温泉郷・扇沢行（京王バス・アルピコ交通・アルピコ交通東京）
- 一部の臨時便
  - しもきた号：八戸駅東口・三沢駅・野辺地中央・下北駅・むつ市役所行（国際興業バス）
  - 夕陽号：エスモールバスターミナル・庄内町余目駅前・酒田庄交バスターミナル・さかた海鮮市場前行（国際興業バス・庄内交通）
  - 中央高速バス
    - 富士五湖線：富士急ハイランド・河口湖駅行・富士山駅行・山中湖 旭日丘行・山中湖 平野行（京王バス・富士急バス・フジエクスプレス）
    - 富士山五合目線：富士急ハイランド・河口湖駅行・※富士山五合目行（京王バス・富士急バス・フジエクスプレス）
      - ※富士山五合目へは夏季のみ運行。夏季以外は河口湖駅止まり

    - 甲府線：甲府駅行・湯村温泉行・竜王行・富士急上阿原車庫行（京王バス・富士急バス・山梨交通）
    - 南アルプス市・身延線：南アルプス市役所・身延山・身延行（京王バス・山梨交通）
    - 中央市・南アルプス市線（南アルプスエコパークライナー）：山梨大学附属病院入口・南アルプス市・八田行（山梨交通）
    - 諏訪・岡谷線：茅野駅・上諏訪駅・岡谷駅行（京王バス・フジエクスプレス・山梨交通・アルピコ交通・ジェイアールバス関東）
    - 松本線：松本バスターミナル行（京王バス・アルピコ交通・アルピコ交通東京）
    - 安曇野・白馬線：安曇野スイス村・安曇野穂高・信濃大町駅前・白馬八方・※栂池高原行（京王バス・アルピコ交通・アルピコ交通東京）
      - ※栂池高原行は冬季のみ運行

    - 伊那線：伊那バスターミナル・駒ヶ根バスターミナル・伊那バス駒ヶ根車庫行（京王バス・フジエクスプレス・山梨交通・伊那バス・信南交通）
    - 飯田線：飯田駅前・飯田商工会館行（京王バス・アルピコ交通・伊那バス・信南交通）
    - 塩尻・木曽福島線：塩尻駅東入口・木曽福島駅行（京王バス・おんたけ交通）
    - 飛騨高山線：平湯温泉・飛騨高山行・古川駅前行（京王バス・濃飛乗合自動車）
    - 名古屋線：名鉄バスセンター行（京王バス東・名鉄バス）

  - 長野線：長野バスターミナル・長野駅行・善光寺大門・ホテル国際21行（京王バス・アルピコ交通）
  - プリンセスロード号：神姫バス神戸三宮バスターミナル・加古川駅・姫路駅行（京王バス・神姫バス）
  - 東京ミッドナイトエクスプレス京都号：山科駅・京都駅八条口・樟葉駅・枚方市駅・京阪バス枚方車庫行（関東バス・京阪バス）
  - やまと号：天理駅・JR奈良駅・近鉄奈良駅行、天理駅・八木駅・近鉄高田駅・五條バスセンター行（関東バス・奈良交通）
  - ハローブリッジ号：高松駅・丸亀駅行（西東京バス・四国高速バス）
  - オレンジライナーえひめ号：松山市駅・八幡浜行（西東京バス・伊予鉄バス）
  - はかた号：小倉駅前・西鉄天神高速バスターミナル・博多バスターミナル行（西日本鉄道）

アルピコ交通
- 季節運行便
  - 新宿～美濃戸口・北八ヶ岳RW・車山高原線：美濃戸口・横谷峡入口・北八ヶ岳ロープウェイ・蓼科湖前・東白樺湖・車山高原行（アルピコ交通）

### 東急歌舞伎町タワー

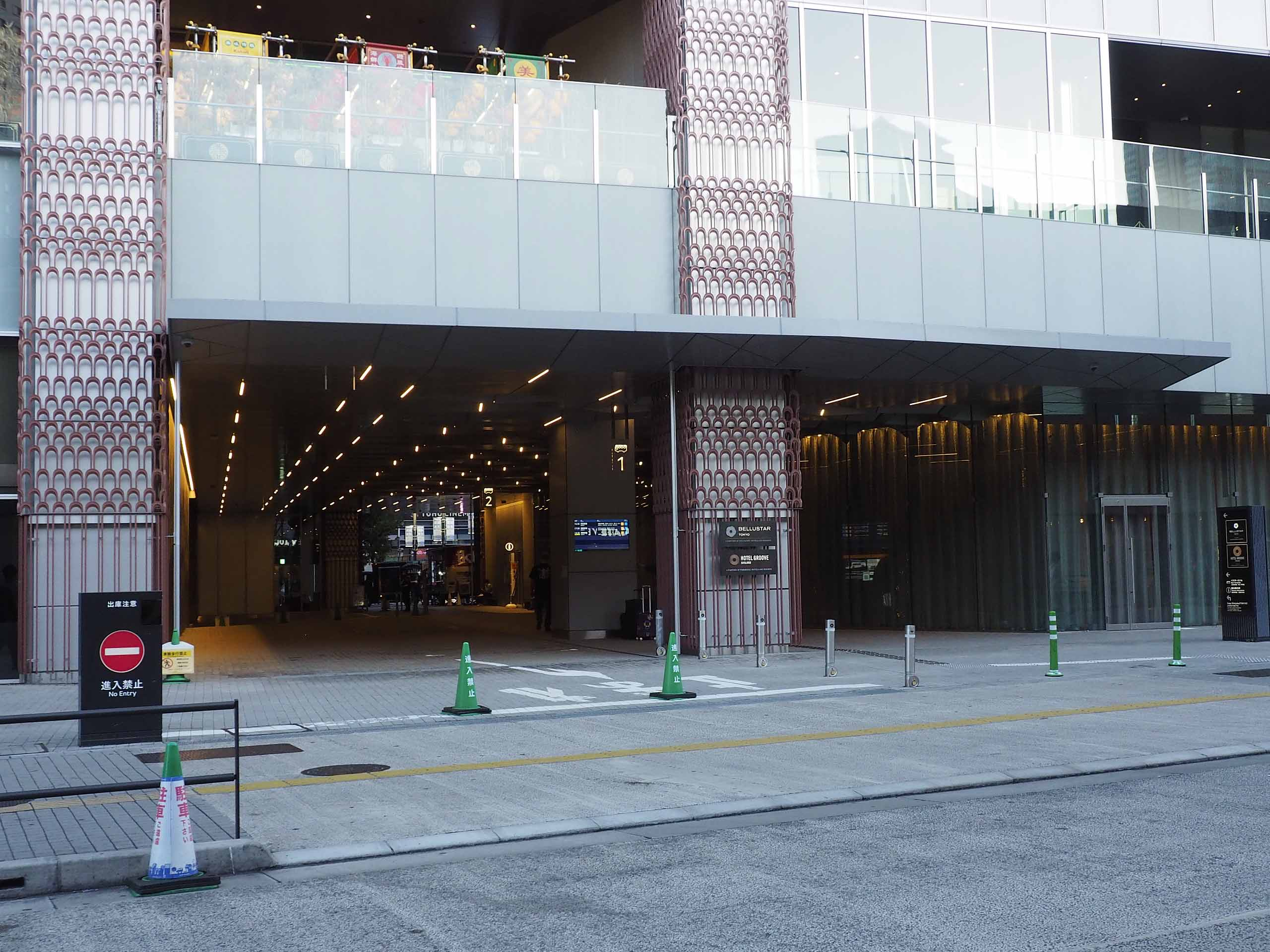
東急歌舞伎町タワーバス出口（2024年11月11日）

東急バス及び東京空港交通が、成田空港・羽田空港と東急歌舞伎町タワーの間を直接連絡する路線を共同で運行している。
東急バス、東京空港交通
- 東急歌舞伎町タワー～成田空港
- 東急歌舞伎町タワー～羽田空港

盛夏期には東急バス・西武観光バス・富山地方鉄道による、立山黒部アルペンルート・室堂ターミナル行きが運行される。

### 廃止された乗降場
以下ののりばは、特記なき限りバスタ新宿開業に伴い高速バスの停留所としては廃止された。

#### 新宿駅JR高速バスターミナル

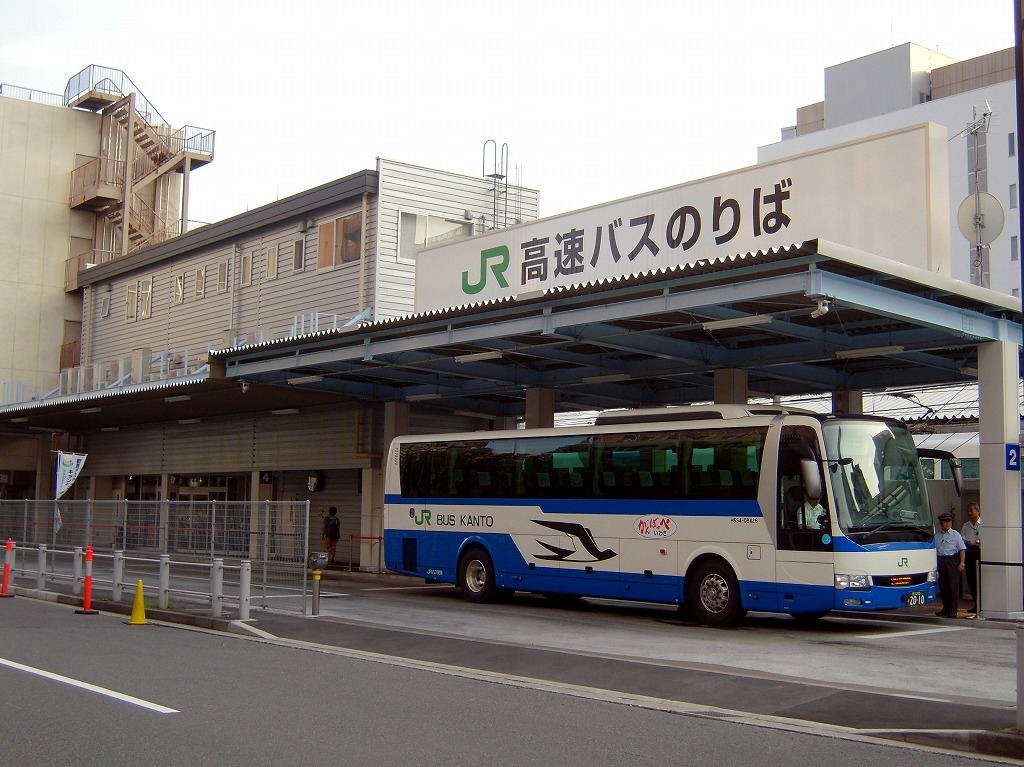
新宿駅JR高速バスターミナル（2011年8月9日）

「新宿駅JR高速バスターミナル」は東京都渋谷区千駄ヶ谷五丁目の、NTTドコモ代々木ビル向かい（JR代々木駅東口北側）にあったバスターミナル。「新宿駅新南口（代々木）」とも案内された。ジェイアールバス関東が運営するバスターミナルで、JRバス各社と共同運行会社が発着した。

##### 概要
元々東京におけるJRバスのターミナルは東京駅八重洲南口であったが、1987年に中央高速バス諏訪・岡谷線に参入したのを機に新宿に自前のターミナルを保有することになり、新宿駅南口南方のジェイアールバス関東新宿営業センターに併設する形でターミナルを設けた。当初はプレハブの建物に切符売り場と待合室があり、その先に乗り場が設けてあったが、新南口開設に伴い同改札口（当時）の真下1階部分の位置に移転したものであった。
- 初期のJRバス新宿駅（1990年2月）。奥の103系は埼京線用。
- JRハイウェイバス新宿営業支店（2006年12月）
- 移転前のJRバス新宿駅（新南口）のりば（2008年5月）

その後、国土交通省が主導の、新宿駅新南口に交通ターミナル「バスタ新宿」を建設する工事 の進捗にあわせて、2011年5月11日にJR東日本代々木総合事務所に隣接した現在の場所に移転された。「バスタ新宿」完成後には高速バスターミナルは同施設内に集約されることになっていた。新宿駅よりも代々木駅の方が明らかに近いにもかかわらず「新宿駅JR高速バスターミナル」と案内されたのはこの経緯による。なお、代々木駅東口はバリアフリー設備（エレベーター・エスカレーター）が設けられていないことから、JRバスでは大きな荷物がある場合には新宿駅新南口からの徒歩（約8分）を乗り換えルートとして推奨していた。また、新宿三丁目駅から徒歩5分程度、南新宿駅からも徒歩10分程度でアクセス可能であった。

##### 施設

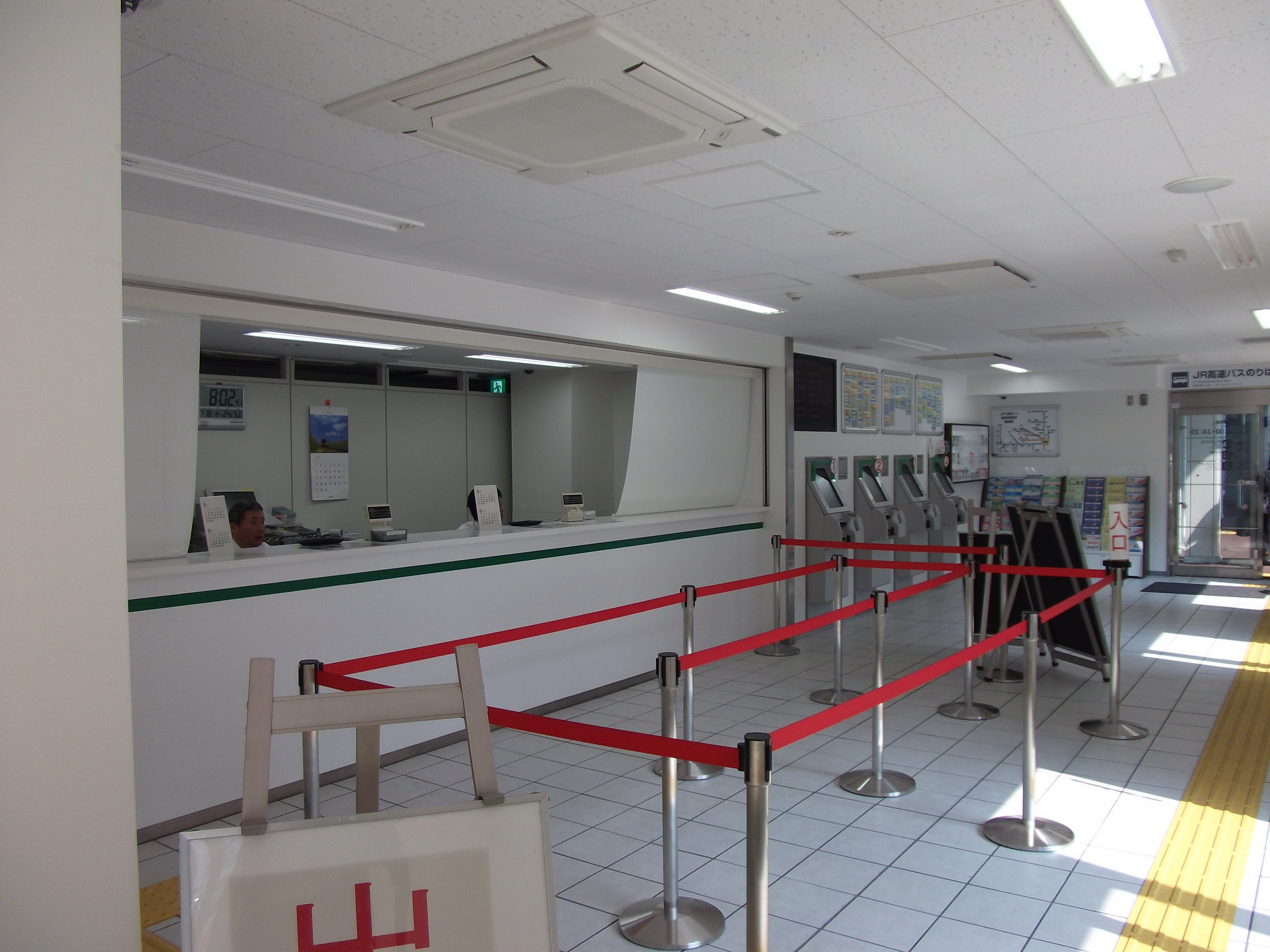
ジェイアールバス関東新宿営業支店チケットカウンター（2011年5月18日）

上記の通り元々一時的に設置されたバスターミナルであり、JRの線路と道路に挟まれた場所に設けられたバスターミナルであることから、ホーム数が少なく、基本的には乗車のみの取扱いとしており、新宿行きの路線は東京ディズニーリゾート発便を除いて新宿駅東口（ルミネエスト前降車場または新宿アルタ向かい降車場）停車となっていた。
待合室と小規模な売店の他、ジェイアールバス関東新宿営業支店が入居しており、JR高速バスの予約・発券を受け持つ窓口があった。ジェイアールバス関東担当便の中央高速バス路線やジェイアール東海バスの渋谷・新宿ライナー静岡号・渋谷・新宿ライナー浜松号は旧・新宿高速バスターミナルに発着していたため、予約・発券業務も同ターミナルで行っていた。

##### 停車路線
関西・四国・中国方面
- 東海道昼特急号・中央道昼特急号：京都・大阪・難波方面（ジェイアールバス関東・西日本ジェイアールバス）
- ドリーム号・青春エコドリーム号：京都・奈良・大阪・難波・三宮方面（ジェイアールバス関東・西日本ジェイアールバス）
  - グランドリーム号（ジェイアールバス関東・西日本ジェイアールバス）
  - プレミアムドリーム号・プレミアム中央ドリーム号（ジェイアールバス関東・西日本ジェイアールバス）
  - プレミアムエコドリーム号・プレミアムエコレディースドリーム号（ジェイアールバス関東・西日本ジェイアールバス）
  - 青春エコドリーム号・青春中央エコドリーム号（ジェイアールバス関東・西日本ジェイアールバス）
- ドリームなんば・堺号：南海なんば高速バスターミナル・JR堺市駅行（南海バス）
- ドリーム和歌山号：堺東駅・和泉中央駅・和歌山駅・南海和歌山市駅行（南海ウイングバス南部）
- ドリーム徳島号：徳島駅・阿南駅行（ジェイアールバス関東・ジェイアール四国バス）
- ドリーム高知号：高知駅・はりまや橋行（ジェイアールバス関東・ジェイアール四国バス）
- ドリーム高松号：高松駅・坂出インターバスターミナル・観音寺駅行（ジェイアールバス関東・ジェイアール四国バス）
- ドリーム松山号：松山駅・JR松山支店行（ジェイアールバス関東・ジェイアール四国バス）
- 京浜吉備ドリーム号：岡山駅・倉敷駅行（JRバス中国）

北陸・東海・甲信方面
- 金沢エクスプレス号：金沢駅行（西日本ジェイアールバス・西武バス）
- ドリーム福井号・昼特急福井号：福井駅行（ジェイアールバス関東・京福バス・福井鉄道）
- ドリームなごや・新宿号：名古屋駅行（ジェイアールバス関東）
- ドリームなごや・三河号：三河安城駅・瑞穂区役所・名古屋駅行（ジェイアール東海バス）
- 新東名スーパーライナー新宿号：名古屋駅行（ジェイアール東海バス）
- 中央ライナーなごや号：中津川インター・名古屋駅行（ジェイアールバス関東・ジェイアール東海バス）
- 中央ライナー可児号：中津川駅・多治見駅・可児車庫行 ※中津川駅は夜行便のみ停車（ジェイアールバス関東・東濃鉄道）
- 御殿場プレミアム・アウトレット号：御殿場プレミアム・アウトレット行（JRバステック[27]）
- 駿府ライナー：新静岡・静岡駅行（ジェイアールバス関東・しずてつジャストライン）
- 佐久・小諸号：佐久平駅・小諸駅・高峰温泉（冬季：アサマ2000スキー場）行（ジェイアールバス関東）

関東方面
- 新宿・東京 - 常陸太田：常陸太田市高速バスターミナル行（ジェイアールバス関東・茨城交通）
- 新宿・東京 - 常陸大宮：常陸大宮市総合保健センター行（茨城交通）
- マロニエ新宿号：佐野プレミアム・アウトレット・佐野新都市バスターミナル行（ジェイアールバス関東）
- ミッドナイトマロニエ号（深夜便）：佐野新都市バスターミナル行（ジェイアールバス関東）
- 那須・塩原号：鹿沼バスターミナル・那須温泉行（ジェイアールバス関東・東野交通）
- 那須・塩原号：鹿沼バスターミナル・塩原温泉行（ジェイアールバス関東）
- 那須・塩原号：鹿沼バスターミナル・西那須野駅行（東野交通）
- 上州ゆめぐり号：渋川駅・伊香保温泉・草津温泉行（ジェイアールバス関東）
- 本庄・伊勢崎号：本庄沼和田・伊勢崎市役所・伊勢崎駅・伊勢崎オートレース場前行（ジェイアールバス関東）
- 新宿 - 東京ディズニーリゾート：東京ディズニーリゾート行（ジェイアールバス関東・京成バス）
- 新宿なのはな号：木更津羽鳥野・館山駅行（ジェイアールバス関東・日東交通）
- ミッドナイト新宿館山号（深夜便）：木更津羽鳥野・館山駅行（ジェイアールバス関東）
- 尾瀬号：尾瀬戸倉・大清水行（季節運行〈5月 - 10月のみ運行〉）（関越交通）
- 上州湯けむりライナー みなかみ温泉号：上毛高原駅・水上駅行（季節運行）（関越交通）

東北方面
- 仙台・新宿号・ドリーム政宗号：仙台駅東口行（ジェイアールバス東北）
- ドリームさくらんぼ号：山形駅行（JRバス東北）
- 夢街道会津号：猪苗代駅・会津若松駅・道の駅あいづ・喜多方営業所行（ジェイアールバス関東・会津乗合自動車）
- あぶくま号：西郷バスストップ（白河）・須賀川営業所・郡山駅・二本松バスストップ・福島駅東口行（ジェイアールバス関東・JRバス東北・福島交通）

#### 旧・新宿高速バスターミナル

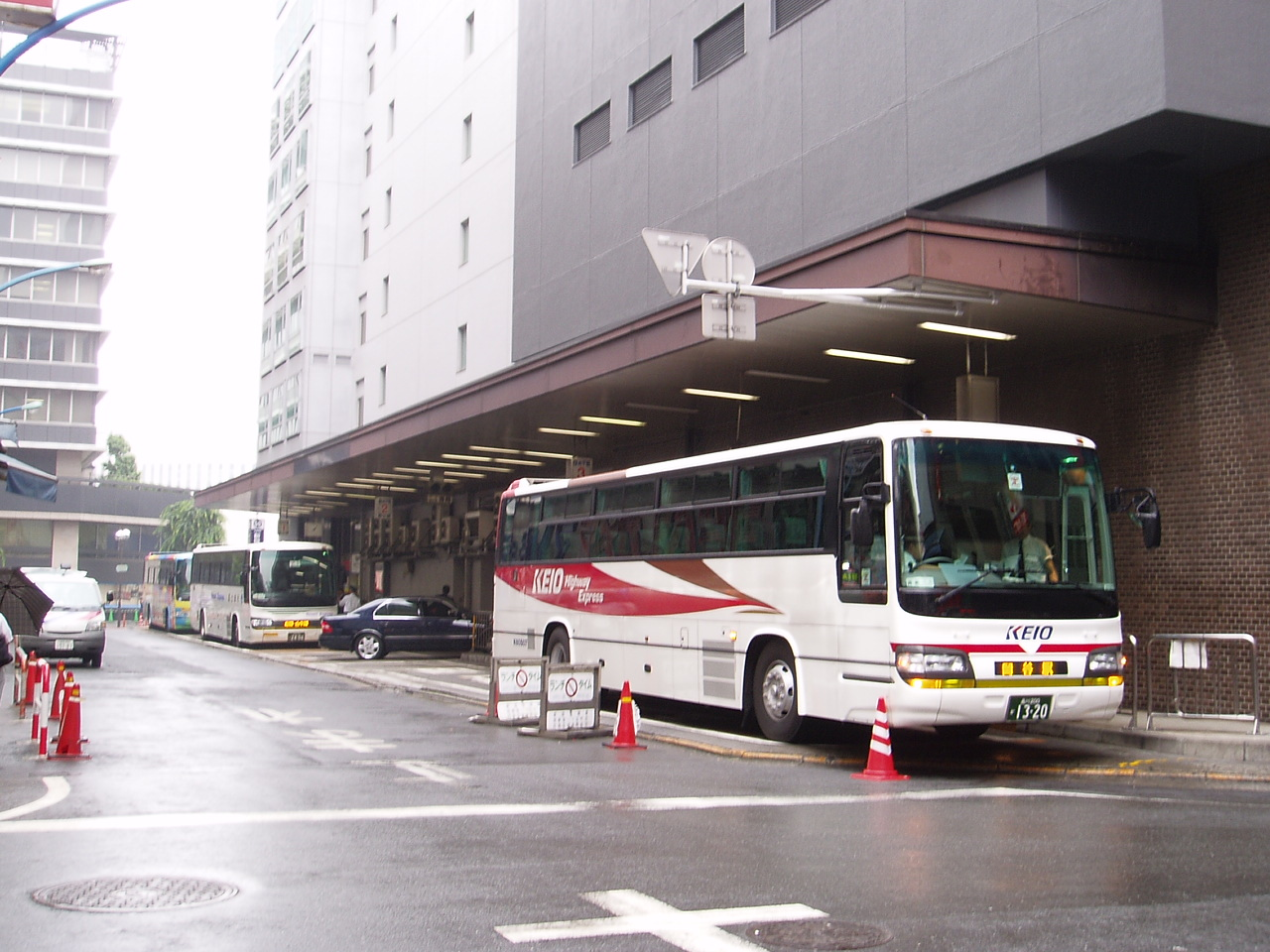
旧・新宿高速バスターミナル（2006年6月21日）

京王バスやその共同運行会社などのバスが発着。バスタ新宿開業後も一部の臨時便などが発着を継続していたが、2016年5月8日を以って運用を終了した。

#### ヒルトン東京
西新宿にあるホテルヒルトン東京の正面玄関前に日本中央バスの乗降場があった。最寄駅は大江戸線都庁前駅、丸ノ内線西新宿駅。なお、東京空港交通が運行する新宿地区発着の空港連絡バスは引き続き停車する。
- 前橋・高崎 - 池袋・新宿・秋葉原線：藤岡・高崎・前橋行
- 東京・さいたま・群馬 - 富山・金沢線：富山・金沢行

#### WILLERバスターミナル新宿西口
新宿住友ビルディング1F。WILLER GROUPのターミナルで、ツアーバス時代の2010年4月5日から待合施設として利用、高速路線バスへの転換にあたって2013年7月31日夜行分より正式にバスターミナルとしての使用を開始した。借室内にチケットカウンターと待合室があり、バス乗降は当ビルの大型バス駐車場（ビル裏手に立地）で行われていたが、バス乗車時間までは待合室等で待機が求められていた。また、降車扱いは原則として後述の高速バス西新宿（コクーンタワー前）で行っていたが、一部住友ビルで降車扱いを行う便も設定されていた。
WILLER EXPRESS以外に、南部バス・琴平バス・イーグルバス・ロイヤルバス・丸一観光が乗り入れていた。

#### 高速バス西新宿
高速バス西新宿は、ツアーバス事業者が高速路線バスに転換するにあたり、国土交通省自動車局・関東運輸局、高速ツアーバス連絡協議会および各事業者などで組織された「新宿駅周辺高速バス停留所調整協議会」での調整により、一般路線バス停留所などを高速路線バスの乗り場と併用するにあたって設定されたバス乗り場の総称である。同協議会に参加したバス事業者で結成された「一般社団法人新宿地区高速バス停留所管理事務所」が運営管理している（管理事務所の所在地は、従前から新宿地区に待合スペースを設けていた平成エンタープライズの待合所と同じ住所となっている）。
乗車にあたっては、あらかじめ各事業者ごとに指定された以下の集合場所に乗客を集合させた上で各バス停まで誘導する形態をとっていた。
- 新宿VIPラウンジ - 山銀ビル。平成エンタープライズ・平成コミュニティバスが使用した[31]。バスタ新宿開業後は高速バス利用者の集合場所ではなくなったが、リラクセーションスペースとしては営業を続けている[32]。
- バスチェックインカウンター - 新宿センタービル内。オー・ティー・ビー・天領バス・ジャムジャムエクスプレス・ジャムジャムエクスプレス関西・海部観光・高知駅前観光・ユタカコーポレーションが使用した[33]。
- 第二佐山ビル - グレース観光[34]・千葉みらい観光バス・三栄交通[35]・中日本エクスプレス[36]・桜交通・インフォマティック[37] が使用した。
- オーチュー第7ビル - 桜交通・インフォマティックが使用した[38]。
- トラベルウィズ カウンター - 新宿ワシントンホテル本館。桜交通・インフォマティックが使用した[39]。
- TK新都心ビル - 東京富士交通が使用した[40]。

乗降場所は以下の停留所を使用した。「コクーンタワー前」を除いて、同名の都営バス・新宿WEバスの停留所と共用であった。バスタ新宿開業後もコクーンタワー前の停留所が一部事業者の到着便の降車場所として使用されていたが、2016年7月1日到着便より降車場所がバスタ新宿に変更された。
- コクーンタワー前 - 新宿地区高速バス停留所管理事務所が新設した、ツアーバス転換事業者専用の降車場。
- 新宿郵便局前（都営バスと共用）
- 工学院大学前（新宿WEバスと共用）
- 東通り（新宿WEバスと共用）
- ハイアットリージェンシー東京前（新宿WEバスと共用）
- 新宿中央公園（都営バスと共用）
- 新宿ワシントンホテル前（新宿WEバスと共用）

#### 新宿南側バス駐車場
真珠宮ビルの跡地で、ホテルサンルートプラザ新宿の向い、JR東日本本社ビルの裏手にあった。最寄駅は大江戸線新宿駅。ツアーバスから転換した一部の事業者などが使用していた。高速バスの乗り入れが少ない日中時間帯は一般の利用も可能だった（完全予約制）。
トラビスジャパン・東京富士交通・広栄交通バス・サンシャインエクスプレス・山一サービス・武井観光・中央交通バス・泉観光バス・ウエスト観光バス・ジャムジャムエクスプレス・ジャムジャムエクスプレス関西・さくら観光バス・千葉みらい観光バス・昌栄交通 が乗り入れていた。
このうちバスタ新宿開業後もジャムジャムエクスプレス・ジャムジャムエクスプレス関西・昌栄交通 は一部の便が発着を継続していたが、2016年7月31日をもって閉鎖された。これらの便は当時バスタ新宿への乗り入れができなかったことから、翌日より東京駅鍛冶橋駐車場発着となっていた。

## 定期観光バス
| はとバス新宿駅東口1・2番乗り場（2012年8月19日） |  | 3・4番乗り場（2013年8月4日） |
| はとバス新宿駅東口1・2番乗り場（2012年8月19日） |  | 3・4番乗り場（2013年8月4日） |

定期観光バスは、はとバスが新宿駅東口の新宿アルタ向かいにある1・2番乗り場と大ガード寄りの3・4番乗り場、および西口の明治安田生命新宿ビル横にある永和ビル前の乗り場から発着する。コースによっては新宿駅に戻らず東京駅が終点となる。